# Peter Hyams
Pour les articles homonymes, voir Hyams.
Peter Hyams, né le 26 juillet 1943 à New York, aux États-Unis, est un réalisateur, scénariste et producteur de cinéma américain.
Il fait également office de directeur de la photographie sur la plupart de ses films.

## Biographie
Peter Hyams commence sa carrière comme journaliste. Il se fait remarquer avec son film Capricorn One en 1978, où un journaliste découvre une vaste machination destinée à faire croire que des astronautes ont atterri sur Mars.
Il a surtout mis en scène des films de science-fiction (Outland, loin de la Terre ou 2010 : L'Année du premier contact (2010: The Year We Make Contact), d'après Arthur C. Clarke) et des films d'action (Timecop et Mort subite avec Jean-Claude Van Damme).
Il est le père de John Hyams. Il a officié comme directeur de la photographie sur le film Universal Soldier : Régénération de son fils.

## Filmographie
Sauf indication contraire, les informations mentionnées dans cette section peuvent être confirmées par la base de données cinématographiques IMDb,  présente dans la section « Liens externes ».

### Comme réalisateur

#### Cinéma
- 1974 : Les Casseurs de gang (Busting)
- 1974 : Our Time
- 1976 : Peeper
- 1978 : Capricorn One
- 1979 : Guerre et Passion (Hanover street)
- 1981 : Outland, loin de la Terre (Outland)
- 1983 : La Nuit des juges (The Star Chamber)
- 1984 : 2010 : L'Année du premier contact (2010: The Year We Make Contact)
- 1986 : Deux Flics à Chicago (Running Scared)
- 1988 : Presidio : Base militaire, San Francisco (Presidio)
- 1990 : Le Seul Témoin (Narrow Margin)
- 1992 : Telemaniacs (Stay Tuned)
- 1994 : Timecop
- 1995 : Mort subite (Sudden Death)
- 1997 : Relic (The Relic)
- 1999 : La Fin des temps (End of Days)
- 2001 : D'Artagnan
- 2005 : Un coup de tonnerre (A Sound of Thunder)
- 2009 : Présumé Coupable (Beyond a Reasonable Doubt)
- 2013 : Enemies Closer

#### Télévision
- 1972 : Rolling Man (téléfilm)
- 1972 : Goodnight, My Love (téléfilm)
- 1985 : Histoires fantastiques (Amazing Stories) (série TV) - 1 épisode
- 2005 : Threshold : Premier Contact (Threshold) (série TV) - 1 épisode

### Directeur de la photographie
- 1984 : 2010 : L'Année du premier contact (2010: The Year We Make Contact) de lui-même
- 1986 : Deux Flics à Chicago (Running Scared) de lui-même
- 1988 : Presidio : Base militaire, San Francisco (Presidio) de lui-même
- 1990 : Le Seul Témoin (Narrow Margin) de lui-même
- 1992 : Telemaniacs (Stay Tuned) de lui-même
- 1994 : Timecop de lui-même
- 1995 : Mort subite (Sudden Death) de lui-même
- 1997 : Relic (The Relic) de lui-même
- 1999 : La Fin des temps (End of Days) de lui-même
- 2001 : D'Artagnan de lui-même
- 2005 : Un coup de tonnerre (A Sound of Thunder) de lui-même
- 2009 : Présumé Coupable (Beyond a Reasonable Doubt) de lui-même
- 2009 : Universal Soldier : Régénération (Universal Soldier: Regeneration) de John Hyams
- 2013 : Enemies Closer de lui-même

### Comme scénariste
- 1971 : T.R. Baskin (en) de Herbert Ross
- 1972 : Goodnight, My Love (téléfilm) de lui-même
- 1974 : Les Casseurs de gang (Busting) de lui-même
- 1977 : Un espion de trop (Telefon) de Don Siegel
- 1978 : Capricorn One de lui-même
- 1979 : Guerre et Passion (Hanover street) de lui-même
- 1980 : Le Chasseur (The Hunter) de Buzz Kulik
- 1981 : Outland, loin de la Terre (Outland) de lui-même
- 1983 : La Nuit des juges (The Star Chamber)  de lui-même
- 1984 : 2010 : L'Année du premier contact (2010: The Year We Make Contact) de lui-même
- 1990 : Le Seul Témoin (Narrow Margin) de lui-même
- 2009 : Présumé Coupable (Beyond a Reasonable Doubt) de lui-même

### Comme producteur
- 1971 : T.R. Baskin (en) de Herbert Ross
- 1984 : 2010 : L'Année du premier contact (2010: The Year We Make Contact) de lui-même
- 1986 : Deux Flics à Chicago (Running Scared)
- 1987 : The Monster Squad de Fred Dekker

## Distinctions
(en) Récompenses pour Peter Hyams sur l’Internet Movie Database

### Récompenses
- Prix Hugo 1985 : meilleure présentation dramatique pour 2010 : L'Année du premier contact
- Festival international du film d'Oldenbourg 2022 : prix honorifique

### Nominations
- Prix Edgar-Allan-Poe 1978 : meilleur scénario de film pour Un espion de trop
- Saturn Awards 1982 : meilleur scénario pour Outland
- Prix Hugo 1982 : meilleure présentation dramatique pour Outland
- Festival international du film fantastique de Catalogne 1994 : meilleur film pour Timecop
- Fantasporto 1997 : meilleur film pour Relic
- Razzie Awards 2000 : pire réalisateur pour La Fin des temps